# موسسه علوم زیستی آمریکا
مؤسسه علوم زیستی آمریکا (به انگلیسی: American Institute of Biological Sciences) یک سازمان خیریه عمومی علمی ناسودبر است. مأموریت این سازمان ترویج استفاده از علم برای آگاهی‌بخشی در تصمیم‌گیری و پیشبرد زیست‌شناسی به سود علم و جامعه است.
AIBS توسط هیئت مدیره عالی و شورایی متشکل از نمایندگان سازمان‌های عضو اداره می‌شود.